# Nemoptera bipennis
Nemoptera bipennis là một loài côn trùng trong họ Nemopteridae thuộc bộ Neuroptera. Loài này được Illiger miêu tả năm 1812. Nó được tìm thấy ở Tây Ban Nha, Bồ Đào Nha và Pháp.

## Hình ảnh

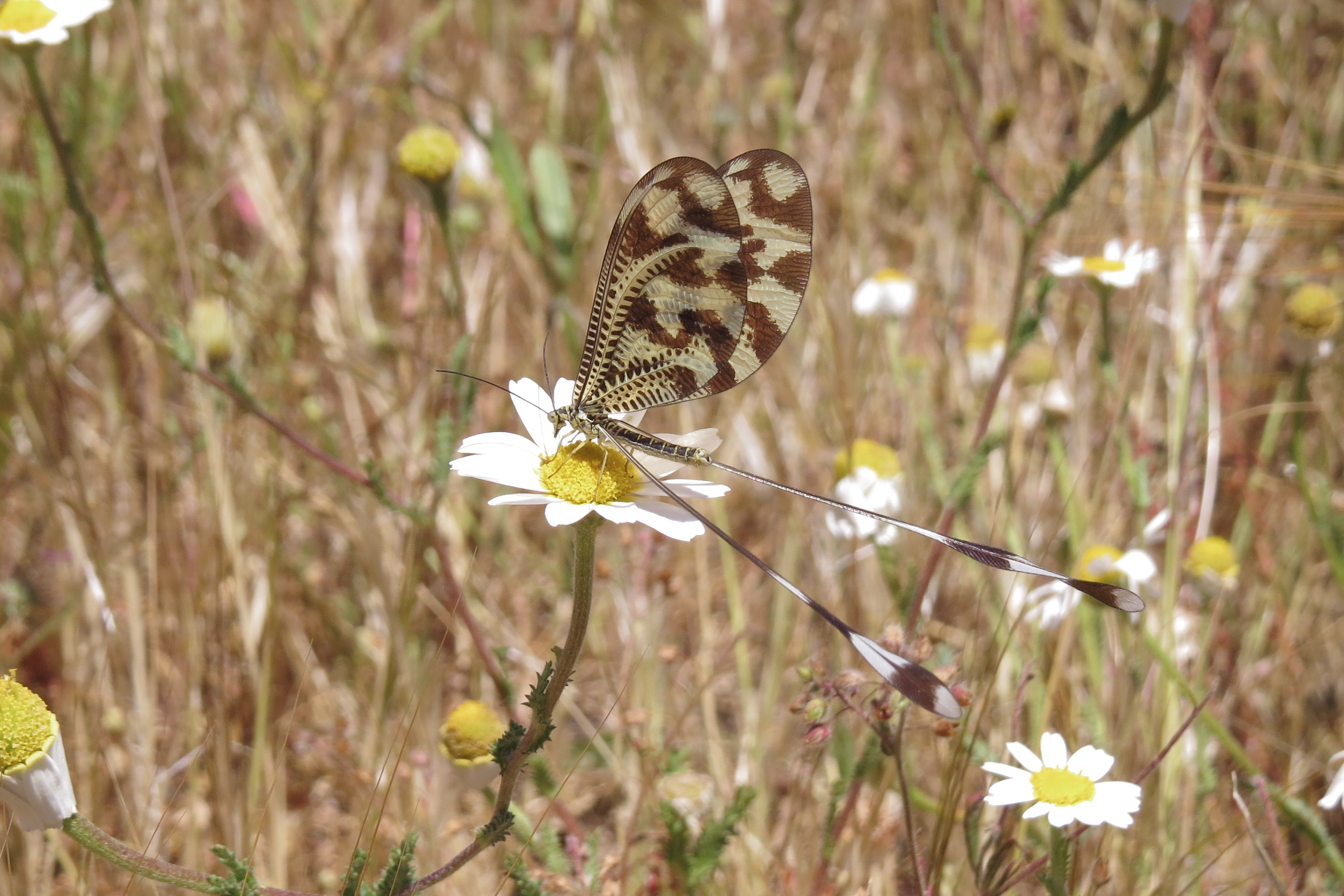
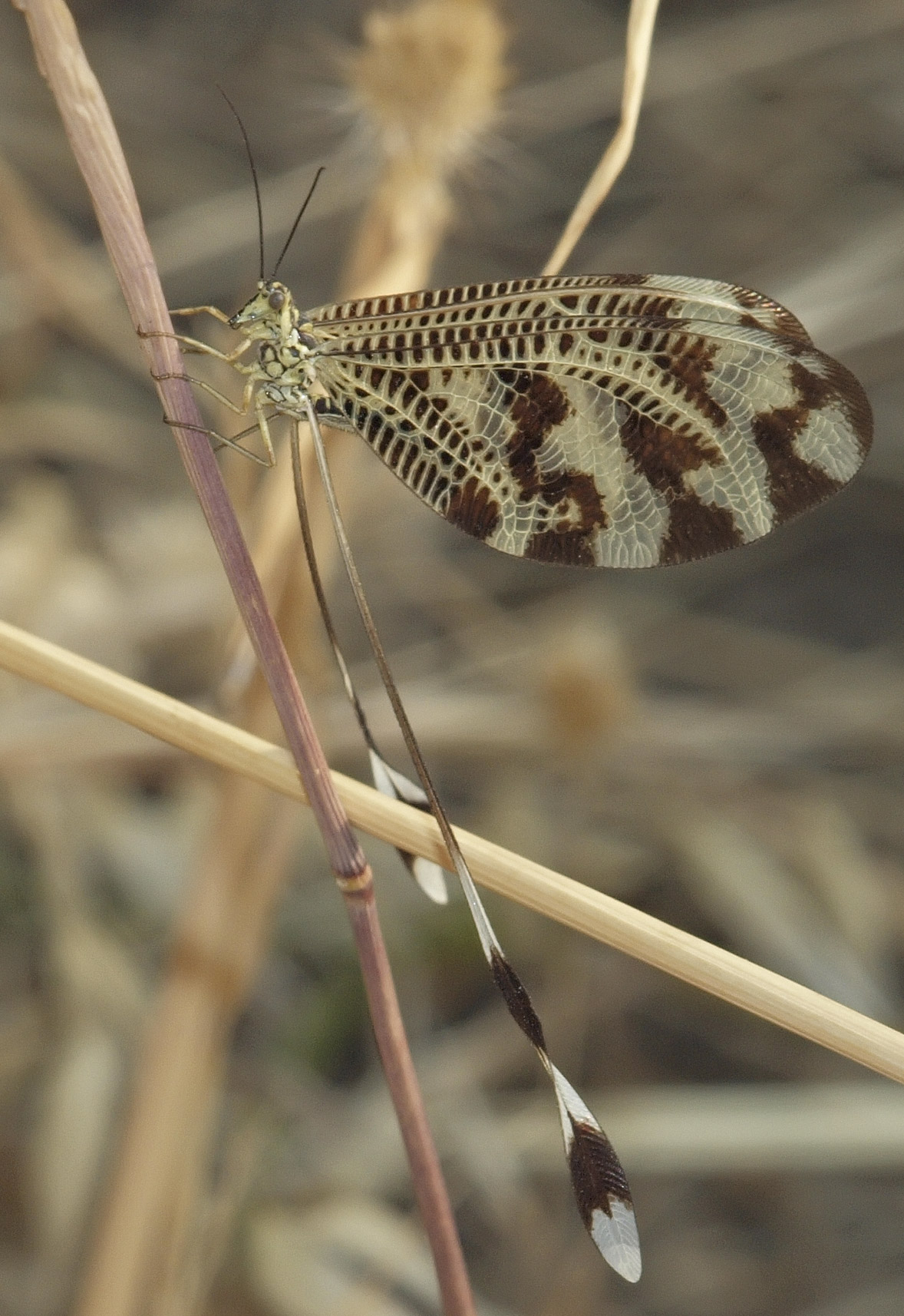
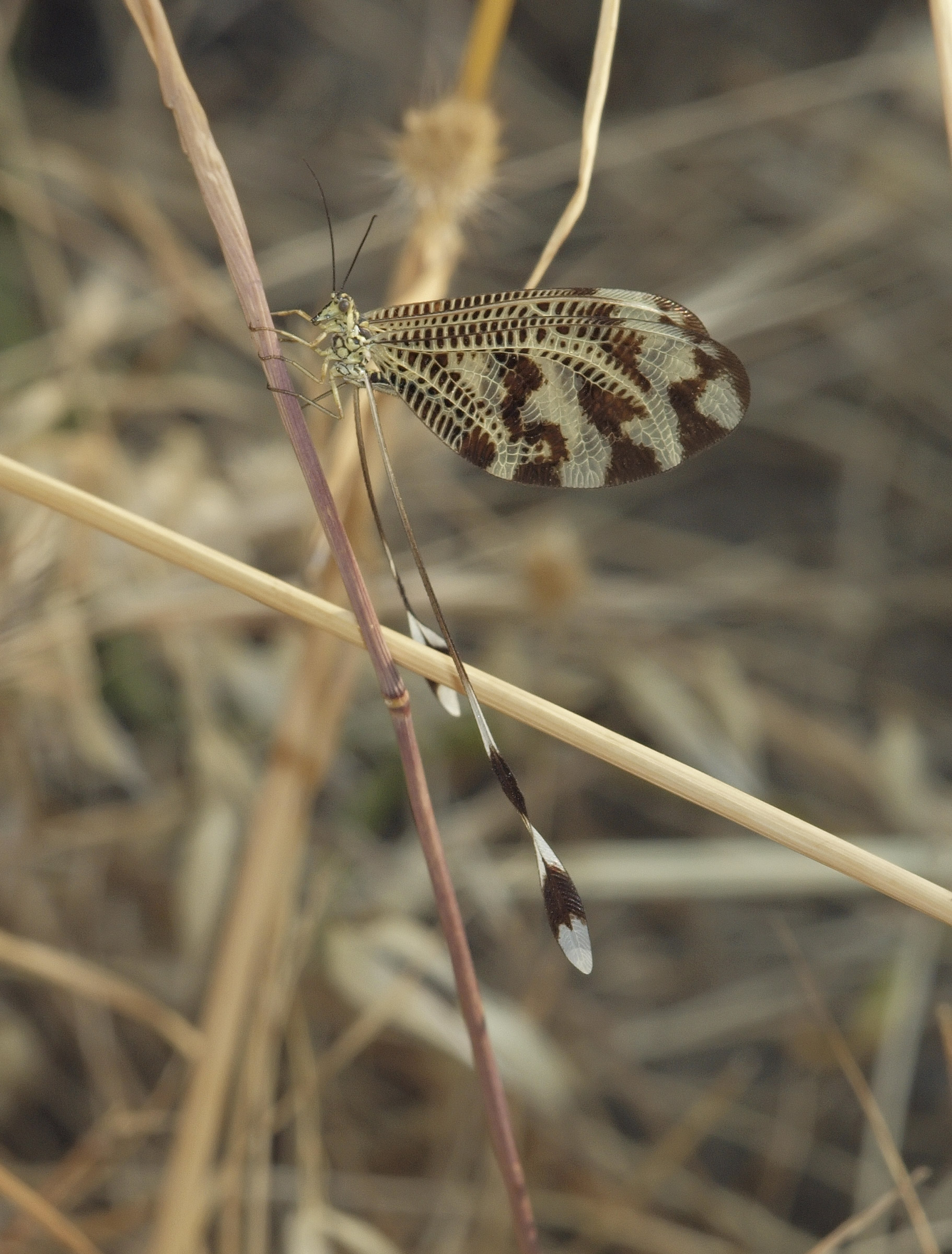